# Judy Chan
Judy Chan (* 1978 in Hongkong) ist eine chinesische Wein-Unternehmerin und Inhaberin eines 200 ha großen Weingutes in der Provinz Shanxi, den Grace Vineyards.

## Leben
Judy Chan studierte an der University of Michigan „Psychology and Women’s Studies“ und „Organizational Studies“. Chan war zunächst für Goldman Sachs in Hongkong tätig. Sie übernahm 2002 mit 24 Jahren das Weingut von ihrem Vater Chun Keung Chan. Obwohl sie bis dahin über keinerlei önologische Erfahrung verfügte machte sie Grace zu einem weltweit bekannten Weingut und einer herausragenden Adresse für chinesischen Wein.
Das 200 Hektar große Gut beschäftigt etwa 100 Mitarbeiter und stellt zwei Millionen Flaschen Wein her. Sie plant weitere Weinkellereien in anderen Regionen zu entwickeln.

## Auszeichnungen
- Ernst & Young ehrte sie 2010 als „Emerging Entrepreneur of the Year“ und „Entrepreneur of the Year 2010“ der China Hongkong/Macau Region.[8]

- 2012 wurde sie mit dem Titel „Asian Wine Personality of the Year“ des Kanals drinks business ausgezeichnet.[9]

- 2013 wurde Judy Chan als „Young Global Leader“ durch das Weltwirtschaftsforum benannt, und im Decanter Magazin zu den 50 einflussreichsten Personen in der globalen Weinindustrie gezählt.[10]

- 2014 nahm sie mit ihren Weinen am ersten Decanter Shanghai Fine Wine Encounter teil.[11][12]